# خرسانة منفذة

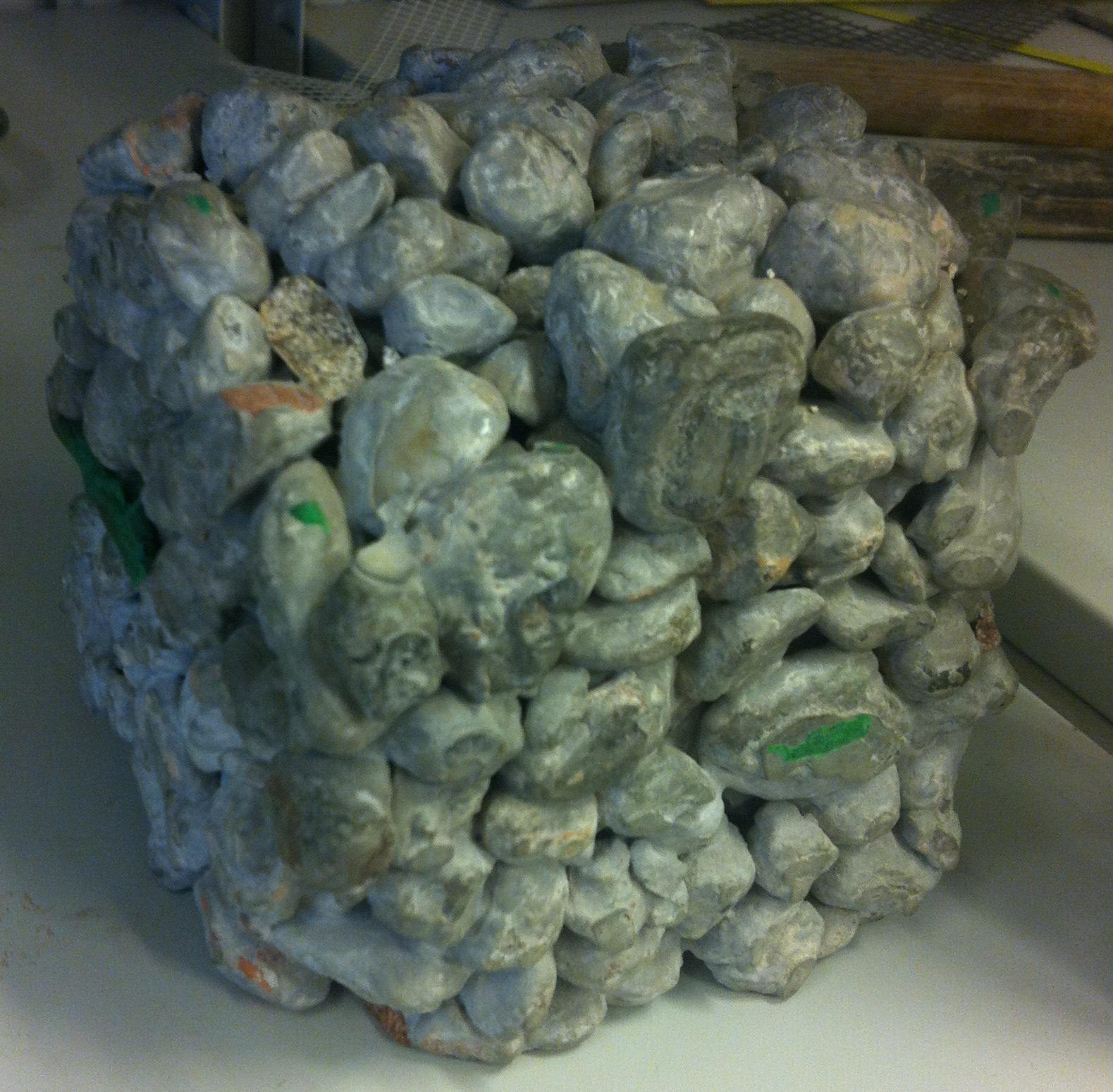

الخرسانة المُنفذة (تُسمى أيضًا الخرسانة المسامية والخرسانة النفاذة والخرسانة الخفيفة والرصيف المسامي) هي نوع خاص من الخرسانة ذات مسامية عالية تُستخدم في تطبيقات الخرسانة المسطحة التي تسمح للمياه المتجمعة من الهطول ومصادر أخرى بالمرور مباشرة من خلالها، وبالتالي تقليل جريان المياه من موقع ما والسماح بإعادة شحن المياه الجوفية.
تُصنع الخرسانة المُنفذة باستخدام الركام الكبير مع القليل من الركام الناعم أو إهماله. يغطي معجون الخرسانة بعد ذلك الركام ويسمح للمياه بالمرور عبر البلاطة الخرسانية. تُستخدم الخرسانة المُنفذة بشكل تقليدي في أماكن وقوف السيارات والمناطق التي بها حركة مرور خفيفة والشوارع السكنية وممرات المشاة والدفيئات الزراعية. إنها تطبيق مهم للبناء المستدام وهي واحد من العديد من تقنيات التطوير منخفضة التأثير التي يستخدمها البناؤون لحفظ جودة المياه.

## التاريخ
اُستخدمت الخرسانة المُنفذة لأول مرة في القرن التاسع عشر في أوروبا كسطح رصيف وجدران حاملة. كانت كفاءة التكلفة هي الدافع الرئيسي بسبب انخفاض كمية الأسمنت. أصبحت شائعة مرة أخرى عندما اُستخدمت في المنازل المكونة من طابقين في اسكتلندا وإنجلترا في العشرينيات من القرن العشرين. أصبحت قابلة للتطبيق بشكل متزايد في أوروبا بعد الحرب العالمية الثانية بسبب نقص الأسمنت. لم تصبح شائعة في الولايات المتحدة حتى السبعينيات من القرن العشرين. في الهند، أصبحت شائعة في عام 2000.

## إدارة تصريف مياه الأمطار
الاستخدام المناسب للخرسانة المُنفذة هو أفضل ممارسة إدارية معتمدة من قبل وكالة حماية البيئة الأمريكية لتوفير السيطرة على تلوث الدفقة الأولى وإدارة تصريف مياه الأمطار. نظرًا لأن القوانين تحد من جريان مياه الأمطار بشكل أكبر، أصبح من الصعب على أصحاب العقارات تطوير العقارات بسبب حجم ونفقات أنظمة تصريف المياه الضرورية. تخفض الخرسانة المُنفذة رقم منحنى الجريان عن طريق الاحتفاظ بمياه الأمطار في الموقع. يسمح هذا للمخطط/ المصمم بتحقيق أهداف ما قبل التطوير لمياه الأمطار لمشاريع الرصيف المكثفة. تقلل الخرسانة المُنفذة الجريان من المناطق الممهدة، مما يقلل من الحاجة إلى برك الاحتفاظ بمياه الأمطار المنفصلة ويسمح باستخدام مجاري الأمطار ذات السعة الأصغر. يسمح هذا لأصحاب العقارات بتطوير مساحة أكبر من الممتلكات المتاحة بتكلفة أقل. تصفي الخرسانة المُنفذة أيضًا مياه الأمطار بشكل طبيعي ويمكن أن تقلل من عبء الملوثات التي تدخل في الجداول والبرك والأنهار. 
تسمح وظائف الخرسانة المُنفذة، مثل: حوض تسريب مياه الأمطار لمياه الأمطار بالتسرب إلى التربة على مساحة كبيرة، وبالتالي تسهيل إعادة شحن مخزون المياه الجوفية الثمينة محليًا. تؤدي كل هذه الفوائد إلى استخدام أكثر فعالية للأراضي. يمكن للخرسانة المُنفذة  أيضًا التقليل من تأثير التنمية على الأشجار. يسمح رصيف الخرسانة المُنفذة بنقل كل من الماء والهواء إلى أنظمة الجذر مما يسمح للأشجار بالازدهار حتى في المناطق عالية التطور.